# میخایل تسوت
میخایل تسوت (انگلیسی: Mikhail Tsvet؛ زاده ۱۴ مه ۱۸۷۲ درگذشته ) یک دانشمند در زمینه گیاه‌شناسی اهل روسیه بود.